# Сенадор-Элой-ди-Соза
Сенадор-Элой-ди-Соза (порт. Senador Elói de Souza)  —  муниципалитет в Бразилии, входит в штат Риу-Гранди-ду-Норти. Составная часть мезорегиона Сельскохозяйственный район штата Риу-Гранди-ду-Норти. Входит в экономико-статистический  микрорегион Агрести-Потигуар. Население составляет 5559 человек на 2006 год. Занимает площадь 167,592 км². Плотность населения — 33,2 чел./км².

## Статистика
- Валовой внутренний продукт на 2003 год составляет 11 011 253,00 реалов (данные: Бразильский институт географии и статистики).
- Валовой внутренний продукт на душу населения на 2003 год составляет 2071,34 реалов (данные: Бразильский институт географии и статистики).
- Индекс развития человеческого потенциала на 2000 год составляет 0,588 (данные: Программа развития ООН).